# Traducció lingüística
|  | «Traducció» redirigeix aquí. Vegeu-ne altres significats a «Traducció (desambiguació)». |

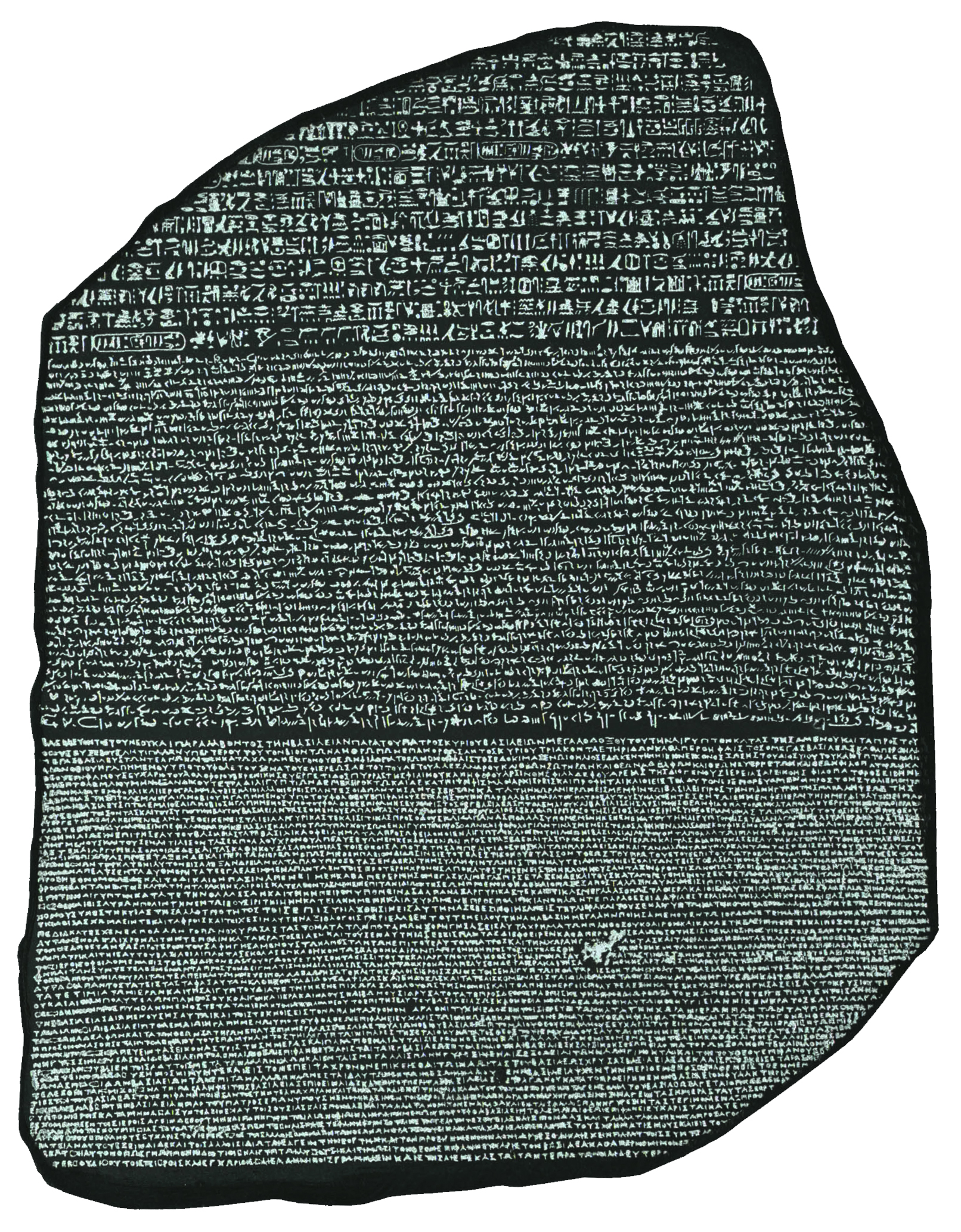
La Pedra de Rosetta

Una traducció és la interpretació del significat d'un text i la seva corresponent transformació en un text equivalent que reprodueix el mateix missatge en una llengua diferent. El text objecte de la traducció s'anomena «text origen»; la llengua a la qual es tradueix es coneix com a «llengua destí» i el text resultant de la traducció s'anomena «text final».
La traducció ha de tenir en compte les restriccions que imposa el context, les normes gramaticals, les normes d'escriptura, i, per descomptat, les dues llengües emprades. L'error més comú és el de traduir paraula per paraula utilitzant la correspondència de paraules entre dues llengües, fet que ignora el context, la gramàtica i tota norma en general.
La traducció produeix moltes "migracions" de costums i usos d'una llengua a l'altra, tenint en compte que les dues llengües coexisteixen a la ment del traductor. Aquests traspassos donen lloc fàcilment a llengües híbrides com el catanyol (català-espanyol), l'spanglish (castellà-anglès), el poglish (polonès-anglès) i el portuñol (portuguès-espanyol).
Per altra banda, els traspassos entre idiomes han estat útils per importar, d'una llengua origen a la llengua destí, conceptes inexistents o que no disposaven una manera d'expressió adequada. Els traductors i intèrprets, tant professionals com amateurs, han tingut un paper molt important en l'evolució de les llengües i les cultures.
L'art de la traducció és tan antic com la mateixa escriptura. Parts de l'Epopeia de Gilgamesh, que es troba entre els texts més antics que es coneixen, inclouen traduccions de diverses llengües asiàtiques del segon mil·lenni abans de Crist. L'Epopeia de Gilgamesh podia haver estat llegida, en els seus propis idiomes, pels primers escriptors de la Bíblia i la Ilíada.
Amb l'arribada dels ordinadors, s'han produït intents d'automatitzar la traducció del llenguatge parlat i de fer ús dels ordinadors com a assistents de traduccions.

## Etimologia

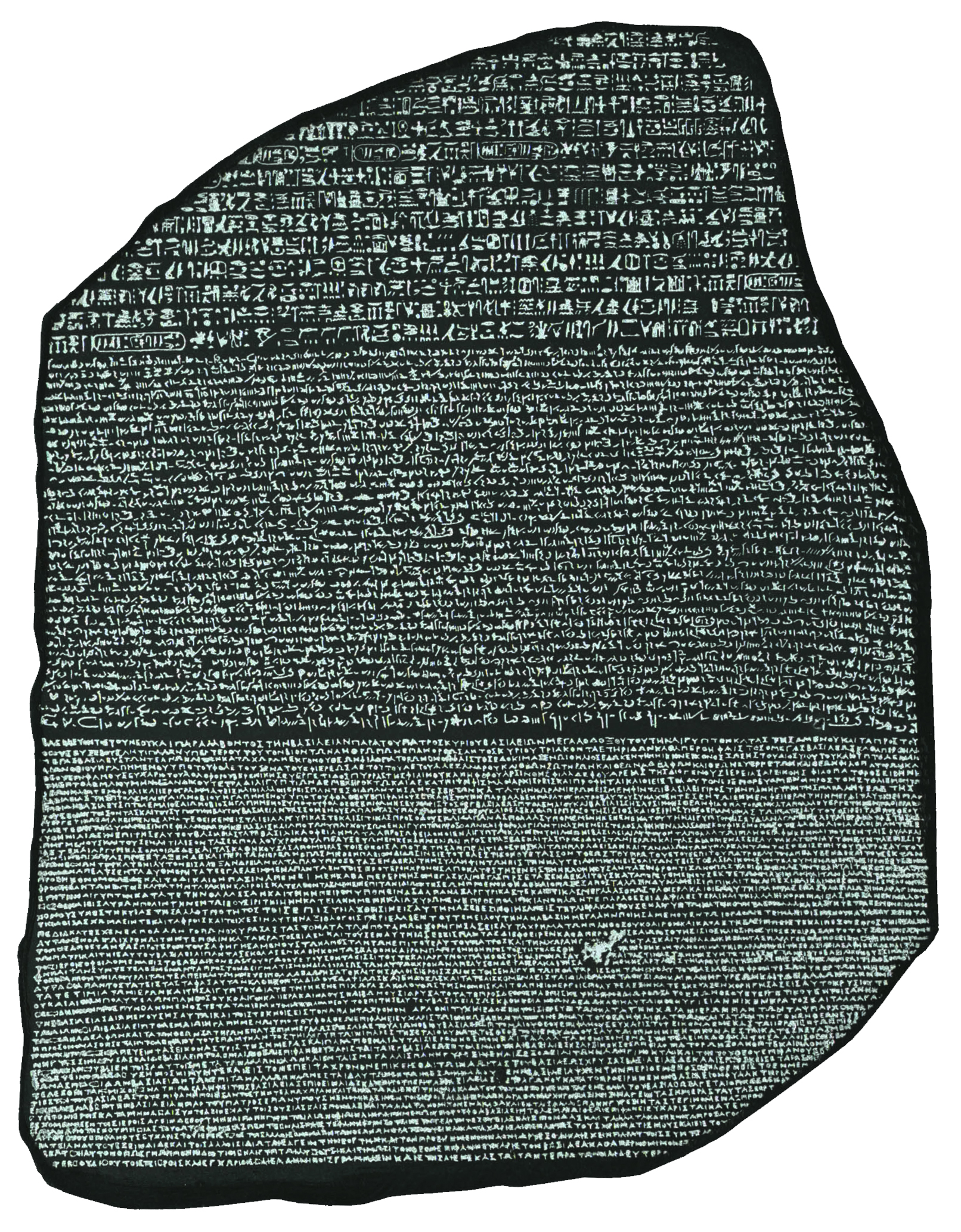
Pedra de Rosetta

Etimològicament, "traducció" vol dir portar a través o dur a través. La paraula llatina translatio deriva de translatum, participi de transferre (traslladar — de trans, a través de + ferre, portar). Les modernes llengües romàniques, germàniques i eslaves tenen la seva pròpia paraula, formada generalment a partir del model llatí.
Addicionalment, la paraula grega per traducció, metáphrasis (una traducció literal), en contrast amb paràfrasi (dir en altres paraules, que prové de la paraula grega paráphrasis).

## Conceptes erronis
Els principiants en traducció sovint procedeixen com si la traducció fos una ciència exacta, com si existís una relació consistent un-a-un entre paraules i frases de diferents llengües, com en criptografia. Aquests principiants assumeixen que tot el que es necessita per traduir un text és codificar i descodificar equivalències entre les dues llengües, fent servir un diccionari com a llibre de codis.
Un altre concepte erroni comú és creure que qualsevol que pot parlar una segona llengua farà una bona traducció. Dins la comunitat de traductors, està generalment acceptat que les millors traduccions les fan persones que estan traduint un text a la seva pròpia llengua, atès que és estrany que qui ha après una segona llengua en tingui una total fluïdesa. Un bon traductor entén correctament la llengua d'origen, té un coneixement específic del context, i és un bon escriptor en la llengua final. A més no solament és bilingüe sinó que també és bicultural.
S'ha debatut si les traduccions son art o habilitat. Els traductors literaris, com Gregory Rabassa a If This Be Treason, argumenten que la traducció és un art (que pot ser ensenyat). Altres traductors, principalment centrats en aspectes tècnics, comercials i legals, consideren la seva professió una habilitat (també ensenyable), sotmesa a l'anàlisi lingüística, que es beneficia dels estudis acadèmics.
Tal com succeeix amb altres activitats, la distinció entre art i habilitat es deu en bona part a una raó de grau. Fins i tot un document que pot resultar simple, per exemple un pamflet publicitari, requereix un cert nivell d'habilitat lingüística que va més enllà de l'ús de la terminologia purament tècnica. Les millors traduccions s'obtenen de la combinació d'aplicar correctament la terminologia específica i d'una bona habilitat alhora d'escriure.
La traducció ha estat una escola d'escriptura per molts escriptors importants. Els traductors, inclosos els primers traductors de la Bíblia, han perfilat, en el decurs de la seva feina, les moltes llengües en les quals han treballat. Han actuat de ponts per les idees i el coneixement entre cultures i civilitzacions. Juntament amb les idees, han importat, dins les seves pròpies llengües, pròpies d'altres llengües.

## Interpretació
La interpretació és una activitat que consisteix a facilitar la comunicació, oral o per signes, de forma simultània o consecutiva, entre dos o més parlants que no parlen la mateixa llengua.

## Fidelitat i transparència
La fidelitat i la transparència són dues qualitats que, durant mil·lennis, han estat respectades com a models de la traducció, especialment la traducció literària, tot i que sovint ambdós models es troben en conflicte. Un crític francès del segle xvii va dir: les belles infidèles, tot suggerint que les traduccions poden ser fidels o belles, però no les dues coses alhora. En realitat, aquestes dues qualitats no són necessàriament excloents.
La fidelitat correspon a la mesura en la qual una traducció reprodueix exactament el mateix significat que té el text original, sense treure ni afegir res, sense intensificar ni disminuir cap part del significat i sense distorsionar-lo de cap manera. El criteri utilitzat per jutjar la fidelitat d'una traducció varia d'acord amb l'individu, l'exactitud de l'original, el tipus, funció i ús del text, les seves qualitats literàries, el seu context social o històric, i així successivament.
La transparència correspon a la mesura en la qual una traducció sembla, als ulls d'un parlant nadiu de la llengua final, ser originalment escrita en la seva llengua i construïda segons les normes gramaticals i sintàctiques de la llengua final. El criteri utilitzat per jutjar la transparència d'una traducció és més senzill: una traducció no idiomàtica sona malament, i en el cas d'una traducció literal generada per sistemes de traducció automàtica, sovint els resultats no tenen sentit.
Malgrat tot, en determinats contexts el traductor pot optar de manera conscient per fer ús de la traducció literal. Els traductors literaris i els traductors de texts històrics i religiosos sovint tracten de conservar al màxim el significat i l'esperit del text original. Per aquesta raó, sovint estiren deliberadament els límits de la llengua. Anàlogament, els traductors literaris fan servir paraules de la llengua original per donar-li més autenticitat a la traducció.
En les últimes dècades, destacats advocats dels que defensen la traducció no-transparent s'han identificat amb l'intel·lectual francès Antoine Berman, el qual va determinar dotze tendències distorsionadores inherents a la majoria de traduccions de prosa, i el teòric americà Lawrence Venuti, que ha fet una crida als traductors perquè facin servir estratègies estrangeritzadores de traducció en lloc d'altres localistes.

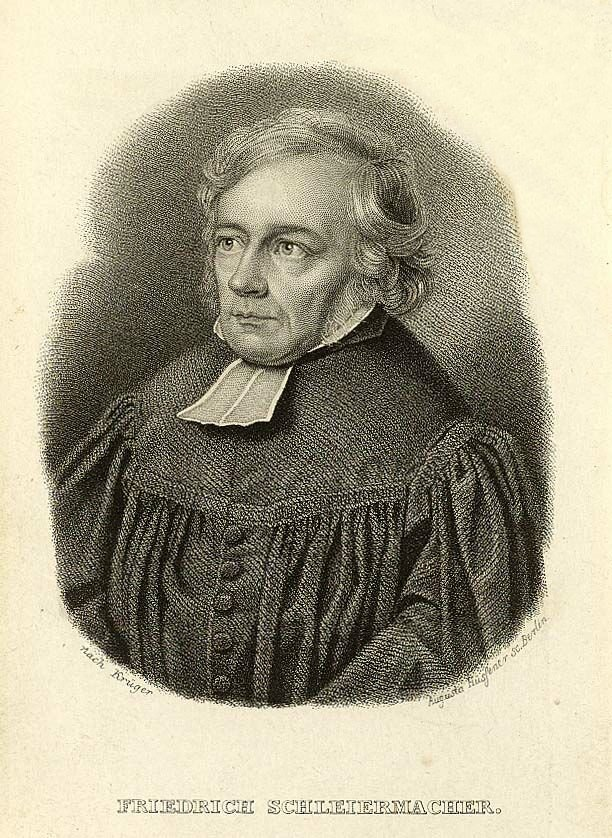
Friedrich Daniel Ernst Schleiermacher

Moltes de les teories de traducció no-transparents tenen el seu origen en conceptes del romanticisme germànic, de les quals la principal influència, en posteriors teories d'estrangerització, prové del teòleg i filòsof alemany Friedrich Schleiermacher. A On the Different Methods of Translation (1813) hi distingeix entre els mètodes de traducció que van en direcció al lector (on el criteri principal és la transparència) i els mètodes que van en direcció a l'autor (on el criteri principal és la fidelitat). Schleiermacher era clarament més proper al segon d'aquests mètodes. La seva preferència era motivada, malgrat tot, no com un desig d'abraçar tot el que és estranger, sinó per un desig nacionalista d'oposar-se al domini cultural francès i promoure alhora la literatura germànica.
Avui en dia, a la majoria de les traduccions que es fan a occident s'hi imposen criteris de fidelitat i transparència. Però no sempre ha estat així. Han existit períodes en el qual molts traductors han excedit els límits de la traducció derivant cap a adaptacions.
Les traduccions adaptades es conserven en algunes tradicions d'Orient. Per aquest motiu, hi apareixen moltes versions del Ramayana en les diferents llengües de l'índia, i les històries són diferents en cadascuna. Si s'hi consideren les paraules utilitzades per traduir a les llengües de l'Índia, on hi ha les llengües indoàries o les llengües dravídiques, sorprèn molt la llibertat que es prenen els traductors. Això pot ésser a causa de la devoció als passatges profètics que afecta profundament a la corda sensible, o a una vocació de convertir els infidels. Es poden trobar casos similars dins la literatura medieval cristina, on el text s'adapta als costums i els valors dels oients.

## Equivalència
La qüestió de fidelitat enfront de transparència també es descriu en termes d'equivalència formal i equivalència dinàmica respectivament. Aquestes dues expressions estan associades amb el traductor Eugene Nida i van ser originalment creades per definir mètodes per traduir la Bíblia, tot i que són aplicables a qualsevol traducció.
L'equivalència formal tracta de fer una traducció literal, fins si tot sacrificant els trets característics de la llengua d'arribada, si cal. Per contra, l'equivalència dinàmica tracta de mantenir l'essència del pensament expressat en el text original, malgrat que es perdin els trets literaris o s'alteri l'ordre de les paraules, la veu dels verbs, etcètera.
Malgrat tot, no hi ha uns límits ben definits entre l'equivalència formal i l'equivalència dinàmica. Per contra, representen un espectre d'estratègies de traducció. Cadascuna és utilitzada pel mateix traductor en diferents èpoques i contexts. Fins i tot de vegades s'utilitzen les dues simultàniament. Les bones traduccions comporten una adequada combinació dels dos mètodes.

## Retrotraducció
La retrotraducció és una traducció d'un text, prèviament traduït, a la llengua del text original. Es tracta d'un procés similar al fet matemàtic de realitzar l'operació inversa.
Sovint s'utilitza la comparació d'una retrotraducció amb el text original com a mètode de control de la traducció original. Però, així com és útil com a mètode de control aproximat, està lluny de ser infal·lible.
Mark Twain va escriure retrotraducció, en clau humorística, d'una versió francesa de la seva famosa història curta La cèlebre granota saltadora del districte de Calaveres(1865).
De vegades es fan retrotraduccions de documents històrics dels quals no se'n conserva el text original i només es conserva una traducció, en un esforç per tractar de reconstruir-ne l'original. És el cas del Manuscrit trobat a Saragossa, escrit per l'aristòcrata polonès Jan Potocki. La novel·la va ser escrita originalment en francès i publicada l'any 1804. Alguns fragments de la versió original es van perdre però, malgrat tot, no estaven completament perduts, atès que n'existia una traducció al polonès feta per Edmund Chojecki l'any 1847 a partir d'una còpia francesa, abans de la desaparició dels fragments. Això ha fet possible que es reconstruïssin els fragments perduts.
De la mateixa manera, quan els historiadors sospiten que un document és en realitat una traducció d'una altra llengua, la retrotraducció cap a una hipotètica llengua original pot proporcionar-los proves que les seves característiques tals com la llengua, els jocs de paraules, les estructures gramaticals específiques, etcètera, són de fet derivades de la llengua original.
Per exemple, el text del conegut conte popular Till Eulenspiegel està escrit en alt alemany però conté molts jocs de paraules que només tenen sentit si es fa una traducció al baix alemany. Això sembla que dona mostres que aquests contes (o, si més no, bona part d'ells) van ser originalment escrits en baix alemany i posteriorment transformats a l'alt alemany.
Anàlogament, els partidaris de la teoria aramea (que defensa l'arameu com a llengua original del Nou Testament) tracten de demostrar la seva teoria argumentant que hi ha passatges de difícil comprensió en el text de la versió en grec, que tenen molt més significat si es tradueixen a l'arameu. Això succeeix amb algunes referències incomprensibles que, de fet són jocs de paraules en Arameu i no tenen un clar sentit en grec.

## Traducció científica
La traducció científica és la branca de la traducció que s'especialitza en documents científics. La traducció d'aquest tipus de textos requereix tenir un coneixement aprofundit de la ciència en qüestió i disposar de diccionaris especialitzats. Entre els traductors científics hi ha lingüistes amb formació en camps com ara la medicina o la química i científics amb grans coneixements lingüístics. És important que els traductors científics estiguin al corrent dels últims descobriments en el seu àmbit d'especialització per poder oferir una bona traducció.

## Traducció literària
La traducció de treballs literaris (novel·les, contes, obres de teatre, poemes, etcètera) es considera una feina literària de ple dret. Cal destacar el cas concret de la literatura canadenca, on destaquen traductors com Sheila Fischman, Robert Dickson i Linda Gaboriau, i el Premi del Governador General que s'atorga a les millors traduccions literàries anglès-francès i francès-anglès.
Altres escriptors, entre molts que s'han fet un nom com a traductors literaris, són Vassili Jukovski, Tadeusz Boy-Żeleński, Vladimir Nabokov, Jorge Luis Borges, Robert Stiller i Haruki Murakami.

### Història
La primera traducció important a occident va ser la de la Septuaginta, una col·lecció d'escriptures traduïdes al grec koiné realitzades a Alexandria entre els segles tercer i primer aC. Els jueus escampats i convertits no parlaven hebreu i necessitaven versions en grec de les seves escriptures.
Durant l'edat mitjana, el llatí va ser la lingua franca del món acadèmic occidental. Al segle ix Alfred el Gran, rei de Wessex, va ser pioner del seu temps encomanant la traducció a l'anglosaxó de la Historia ecclesiastica gentis Anglorum de Beda i de La consolació de la filosofia de Boeci. Al mateix temps l'església cristiana no veia amb bons ulls ni tan sols adaptacions parcials de la Bíblia oficial en llatí, la Vulgata de Sant Jeroni dels voltants de l'any 382 dC.
A l'Àsia, la difusió del budisme va portar un corrent a gran escala de feines de traducció que es van mantenir durant més de mil anys. L'Imperi Tangut va ser especialment eficaç en aquesta activitat, traient molt profit de la recentment inventada xilografia.
Els esforços de traducció a gran escala van ser abordats pels sarraïns. Quan van conquerir el món grec, van traduir a l'àrab els seus tractats filosòfics i científics. Durant l'edat mitjana es van fer algunes traduccions al llatí d'algunes d'aquestes versions àrabs, principalment a Còrdova. Aquestes traduccions al llatí del grec i de treballs pròpiament àrabs, tant d'investigació com de ciència, van ajudar desenvolupar l'escolàstica europea.
Les primeres traduccions acceptables a l'anglès van ser realitzades per Geoffrey Chaucer, el primer gran poeta anglès. Chaucer va escriure els Contes de Canterbury (inacabats), on algunes de les seves parts són traduccions de parts del Decameró, obra escrita en italià per Giovanni Boccaccio. També va iniciar la traducció a l'anglès del Roman de la Rose, escrit en francès, i va traduir La consolació de la filosofia de Boeci. A més se'l considera el fundador de la tradició poètica anglesa en traduccions i adaptacions a partir de les primeres llengües literàries establertes.
La primera gran traducció en anglès va ser la Bíblia de Wyclif (feta al voltant del 1382), a la qual es poden apreciar la debilitat i el subdesenvolupament de la prosa anglesa de l'època. No va ser fins a finals del segle xv quan va començar l'edat d'or de la traducció de prosa a l'anglès de la mà de Thomas Malory, quan va recopilar i traduir Le Morte d'Arthu] (una compilació de llegendes artúriques escrites part en anglès i part en francès). Les principals grans traduccions de l'època Tudor van ser el Nou Testament de William Tyndale (1525-1526), que va influir la Versió autoritzada del Rei Jaume (1611), i la versió anglesa de Lord Berner de les Chronicles de Jean Froissart.
Al mateix temps, a Itàlia durant el Renaixement, a Florència es va obrir un nou període de la història per les traduccions amb l'arribada del savi romà d'Orient Georgius Gemistus a la cort de Ducat d'Urbino poc abans de la caiguda de Constantinoble a mans dels otomans l'any 1453. Marsilio Ficino va emprendre la traducció al llatí dels treballs de Plató. Aquest fet juntament amb l'edició llatina del Nou Testament escrita per Erasme, van suposar una nova actitud envers les traduccions. Per primer cop, els lectors exigien rigor, atès que les creences religioses i filosòfiques depenien de les paraules exactes emprades per Plató, Aristòtil i Jesús.
Malgrat tot, la literatura no-escolàstica va seguir basant-se en les traduccions. Els Plèiades francesos, els poetes del període Tudor i els traductors de l'època elisabetiana van adaptar escrits d'Horaci, Ovidi, Petrarca i escriptors en llatí modern, creant un nou corrent poètic amb els seus models. Els poetes i traductors anglesos van pretendre abastir un nou públic, sorgit del creixement de la classe mitjana i del desenvolupament de la impremta, amb escrits com els que podien haver estat escrits pels autors originals.
Durant l'època elisabetiana es pot observar un progrés considerable més enllà de la pura paràfrasi cap a un ideal d'equivalència Estilística, però fins al final d'aquest període, al qual no s'arriba fins a mitjan segle xvii, no hi ha una autèntica preocupació per l'exactitud verbal.
Durant la segona meitat del segle xvii, el poeta John Dryden pretenia parlar per boca de Virgili en paraules que ell probablement hagués escrit si fos viu i anglès. No obstant això, es va adonar que no necessitava imitar la brevetat i subtilesa dels poetes Romans. Vers 1715 Alexander Pope va publicar, amb força èxit, la primera d'una sèrie de traduccions de la Ilíada d'Homer.
Al llarg del segle xviii, l'objectiu dels traductors va ser aconseguir que les traduccions fossin senzilles de llegir. Qualsevol part que no entenguessin, o que pensessin que pogués provocar avorriment al lector, era omès. Assumien que el seu propi estil d'expressió era el millor i que els texts havien d'emmotllar-se a la traducció. No els preocupava gens fer traduccions de traduccions de terceres llengües, o de llengües que escassament coneixien, o – com en el cas de les traduccions de James Macpherson amb d'Ossian- de textos que en realitat eren del mateix traductor.
El segle xix va portar noves tendències d'exactitud i d'estil. Pel que fa a l'exactitud, segons J.M.Cohen, la política a seguir era the text, the whole text, and nothing but the text (el text, tot el text, i res més que el text), només amb l'excepció dels passatges obscens i els abundants afegits explicatius a peu de pàgina. Pel que fa a l'estil, l'esperit victorià, aconseguit per mitjà d'una intensa recerca de metàfrasis o psedo-metàfrasis, era recordar constantment als lectors que estaven llegint clàssics estrangers. Una excepció en aquest període, en va ser l'excel·lent traducció que va fer Edward FitzGerald l'any 1859 del Rubaiat d'Omar Khayyam, a la qual aconsegueix donar un sabor oriental en bona part gràcies a l'ús de noms perses.
L'any 1871, Benjamin Jowett, que havia traduït Plató fent ús d'un llenguatge directe i planer, va establir un nou model. Malgrat tot, l'exemple de Jowett no va ser imitat fins ben entrat el següent segle, quan el principal criteri va passar a ser la precisió en detriment de l'estil.

### Poesia
La poesia representa un repte especial pels traductors, donada la importància que pren l'aspecte formal a més del contingut. En un article de l'any 1959 sota el títol "Aspectes lingüístics de la traducció", el lingüista estatunidenc d'origen rus Roman Jakobson va escriure: "la poesia per definició no pot ser traduïda." L'any 1974 el poeta nord-americà James Merrill va escriure el poema "Lost in Translation", el qual en part explora aquesta idea. La qüestió va ser debatuda per Douglas Hofstadter en el seu llibre Le Ton beau de Marot, escrit l'any 1997, on argumenta que una bona traducció d'un poema requereix en la major mesura possible no solament la transmissió del seu significat literal sinó també de la seva forma i estructura (mètrica, rima, etcètera).

### Lletres de cançons
La traducció de lletra d'una cançó amb l'objectiu de ser cantada en una altra llengua està estretament lligada amb la traducció de poesia, perquè moltes cançons s'escriuen en vers, concretament versos que rimen. Des de finals del segle xix, els models de prosa i versos lliure s'han estat fent servir en l'art de la música, malgrat que la música popular tendeix a ser conservadora en l'ús d'estrofes amb tornades o sense). Un exemple rudimentari de traducció poètica de cançons són els himnes d'església, com els cants corals alemanys traduïts a l'anglès per Catherine Winkworth.
La traducció de lletres de cançons és generalment molt més restrictiva que la traducció de poesia, ja que pràcticament no permet prescindir gens de l'estructura de versos. Es poden modificar o ometre ritmes en la traducció de lletres de cançons, però la col·locació de les síl·labes de manera que corresponguin als llocs on estan situades específicament les notes de la música original, plantegen grans reptes pels traductors. Existeix l'opció en lletres de cançons en prosa, molt menor en lletres en vers, d'afegir o treure síl·labes de diferents llocs per subdividir o combinar notes, però fins i tot amb la prosa el procés és quasi tan estricte com el de la traducció de versos, a causa de la necessitat d'aproximar-se el màxim possible a la mètrica de línia melòdica original.
Altres consideracions alhora d'escriure traduccions de lletres són: la repetició de paraules i frases, la col·locació de pauses i/o signes de puntuació, la sonoritat de les vocals a les notes agudes, i els ritmes de la línia vocal que poden sonar més naturals en la llengua original que en la llengua destí. La traducció d'una cançó pot acabar sent considerablement o completament diferent respecte a la versió original, donant lloc al que es coneix per contrafactum.
La traducció de cançons, tant si ha de servir per ser cantada com si ha de ser llegida, es fa servir com a suport pel públic, els cantants o directors d'orquestra, quan les lletres de les cançons originals es troben escrites en una llengua que no coneixen. Les més comunes són les traduccions que podem trobar com a subtítols a les òperes, incloses en els programes dels concerts, i aquelles que inclouen els CDs d'àudio. També hi ha cantants que sovint canten les seves cançons en llengües que no coneixen (o no dominen). En aquests casos, les traduccions són utilitzades per permetre'ls entendre els significats de les paraules que canten.

## Història de la teoria

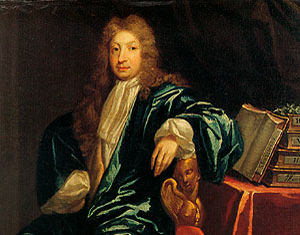
John Dryden

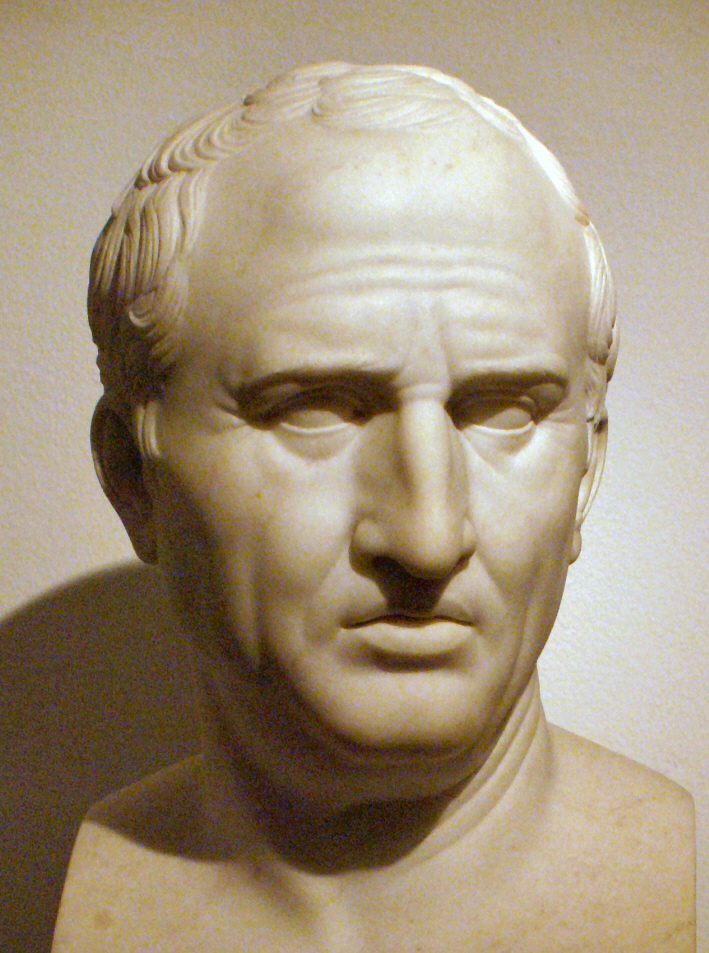
Ciceró

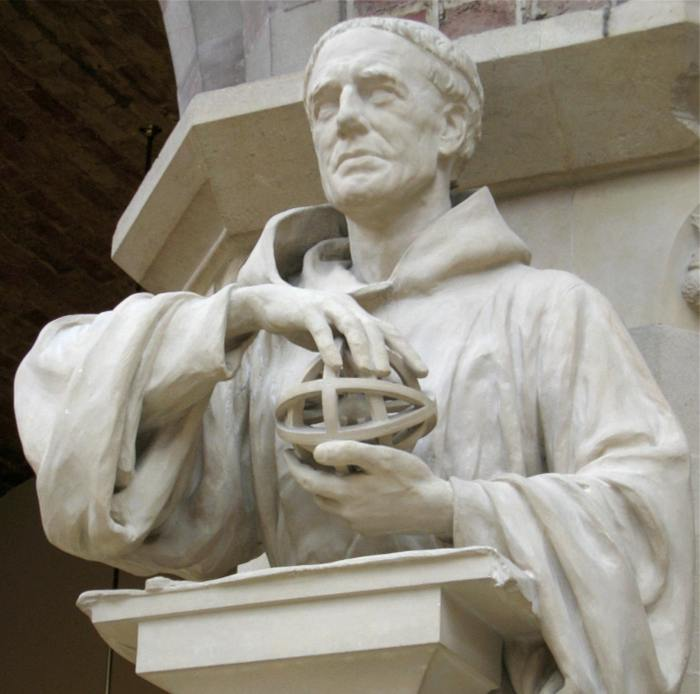
Roger Bacon

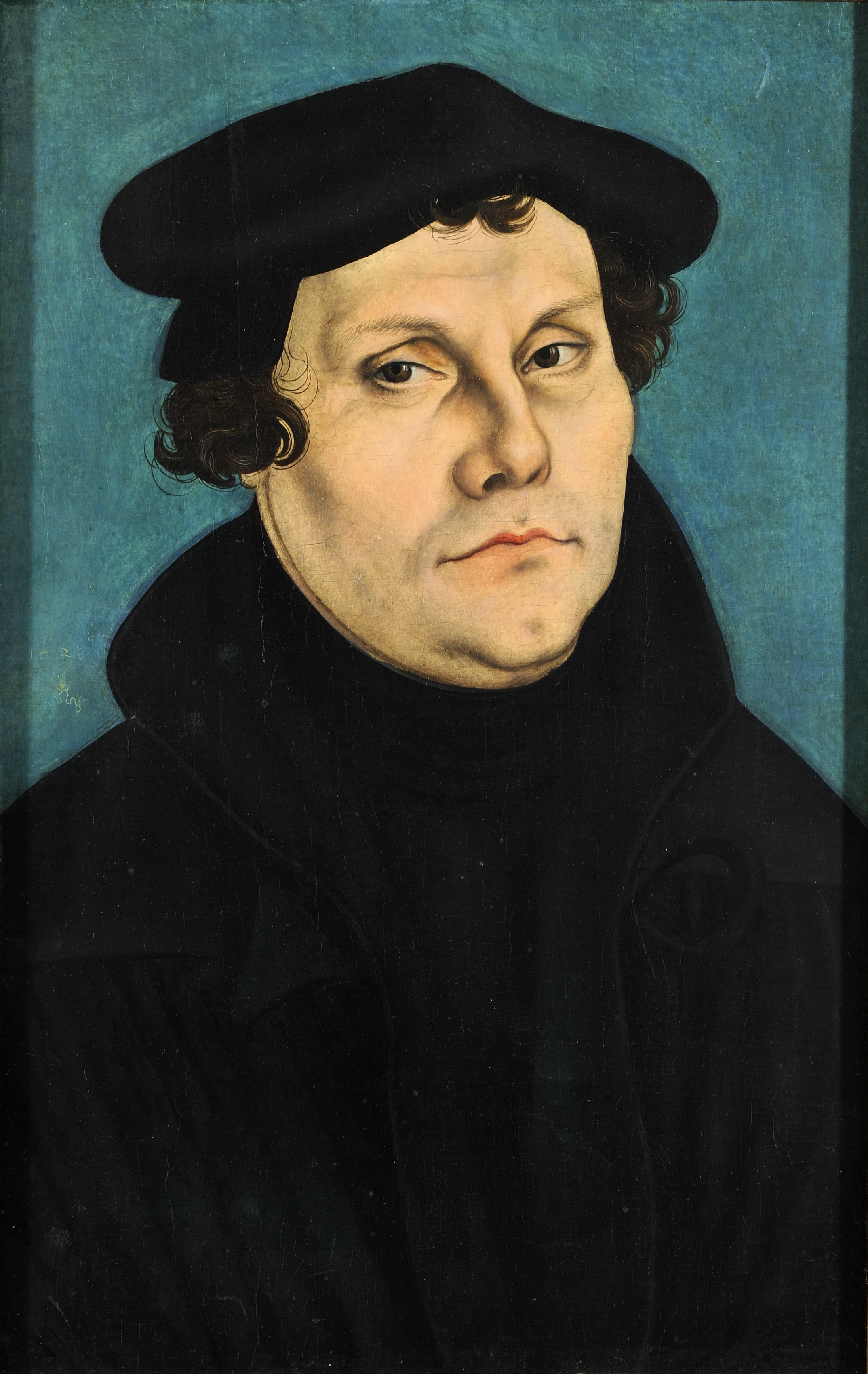
Martí Luter

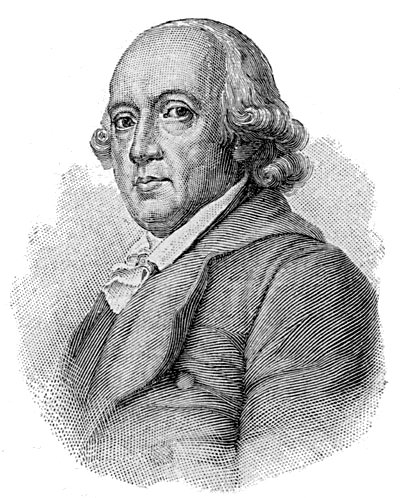
Herder

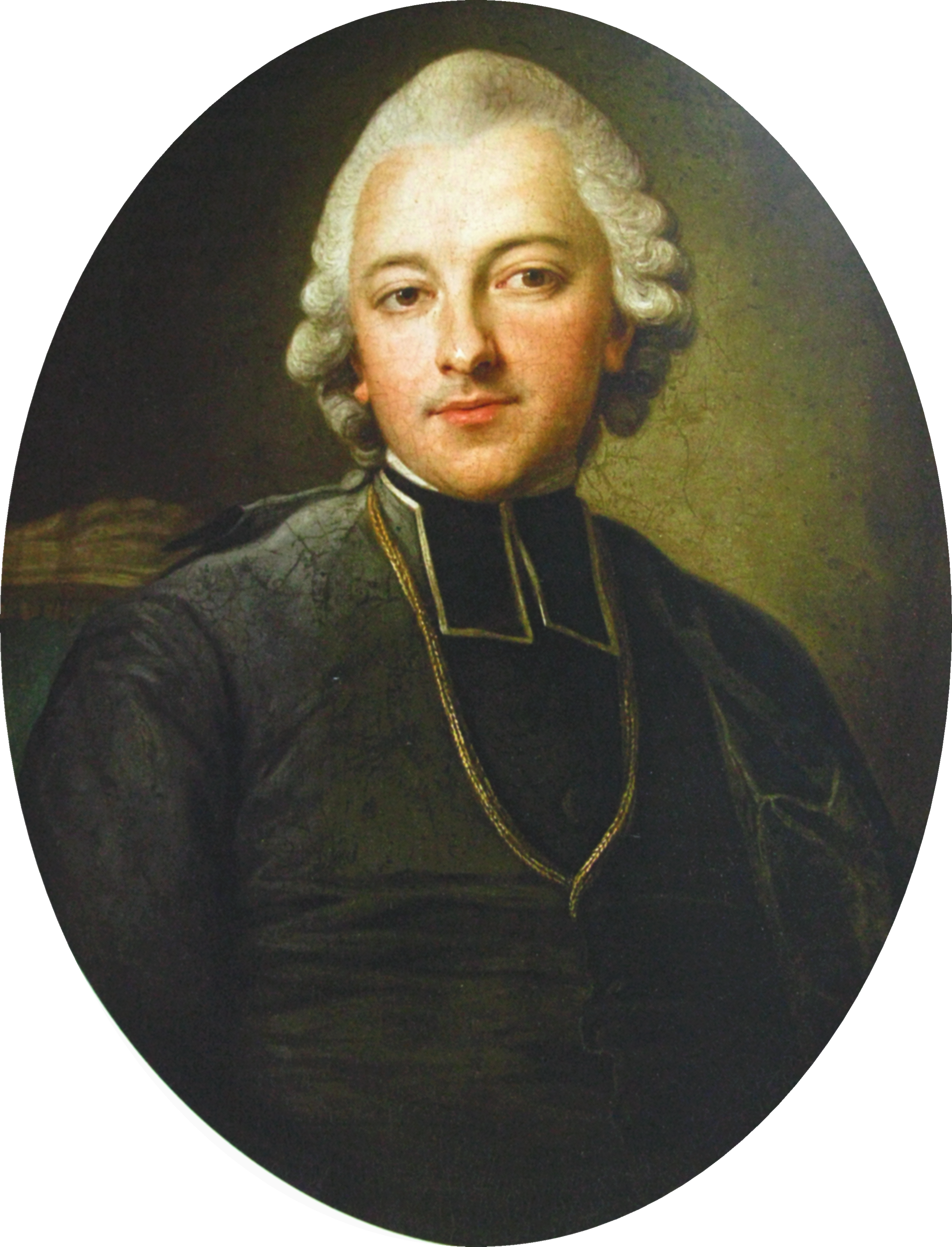
Krasicki

Les discussions al voltant de les teories i les pràctiques de traducció es remunten a l'antiguitat. La distinció que van traçar els grecs entre la metàfrasi (traducció literal) i la paràfrasi va ser adoptada pel poeta i traductor John Dryden (1631-1700), el qual representa la sàvia combinació de les dues maneres d'expressar-se a l'hora de triar, en la llengua destí, les equivalències formals o dinàmiques de les expressions emprades en la llengua original:
| « | Quan les paraules apareixen... literalment amb gràcia, seria un perjudici vers l'autor que haguessin d'ésser modificades. Però... el que és bonic en una llengua sovint és bàrbar, i de vegades sense sentit, en una altra, per tant no seria raonable limitar al traductor a l'ús de les paraules de l'autor: és suficient si tria expressions que no alterin el sentit. | » |

Malgrat tot, Dryden va fer una advertència referent al permís d'imitació, com és el cas de la traducció per mitjà de l'adaptació: Quan un pintor copia quelcom de la vida... no té dret a alterar les seves característiques ni trets distintius...
Aquesta formulació genèrica del concepte central de traducció és probablement tan adequada com qualsevol que s'hagués formulat mai des que Ciceró i Horaci, a l'antiga Roma del segle I ac, van advertir dels perills de l'ús de la traducció literal (verbum pro verbo).
Des de l'antiguitat fins a l'actualitat han existit diverses teories que han fet canviar profundament els mètodes de traducció. Amb l'excepció d'alguns traductors extremistes partidaris de la traducció literal durant els inicis del cristianisme i l'edat mitjana, i adaptacions d'alguns períodes, generalment els traductors s'han mostrat prudentment flexibles en la recerca d'equivalències, fent ús de les traduccions literal quan era possible o de les paràfrasis quan era necessari, amb l'objectiu de conservar el sentit original i d'altres valors importants (per exemple l'estil, la rima, la concordança o, a les pel·lícules, l'articulació lingüística) determinats pel context.
En general, els traductors han tractat de conservar el context mantenint l'ordre dels sememes i, per tant, l'ordre de les paraules. Les diferències gramaticals entre llengües analítiques (com ho són l'anglès, el francès o l'alemany) i les llengües sintètiques (com el grec, el llatí, el polonès o el rus) no representen un impediment al respecte.
En el cas que la llengua d'arribada no disposi de terminologia per expressar el que s'expressa en la llengua origen, els traductors opten per importar-la, enriquint d'aquesta manera la llengua d'arribada gràcies, en gran manera, a l'intercanvi de paraules i expressions entre llengües, i a la seva importació d'altres llengües, actualment hi ha pocs conceptes que no es puguin traduir a les llengües modernes europees.
En general, com més gran ha estat el contacte entre dues llengües, o entre dues amb una tercera, més gran és la capacitat que hi ha per fer ús de paràfrasis a l'hora de fer traduccions entre elles. Malgrat això, a causa del canvi que pateixen les paraules en evolucionar, una etimologia comuna de vegades pot ser enganyosa, si es fa servir com a guia el significat actual en una llengua o l'altra. Per exemple, no s'hauria de confondre la paraula anglesa actual, amb el seu doblet català actual.
El paper dels traductors com a pont entre cultures ha estat discutit com a mínim des de l'època de Terenci, romà que va adaptar les comèdies gregues, al segle ii aC. El paper dels traductors no és passiu ni mecànic; per això ha estat comparat al dels artistes. El principal fonament semblar ser el concepte de creació paral·lela que es troba en els primers crítics com Ciceró. John Dryden va postular que La traducció és un tipus d'il·lustració després de la vida....
Si la traducció és un art, no és un art senzill. Al segle xiii, Roger Bacon va escriure que perquè la traducció fos correcta, el traductor havia de conèixer les dues llengües, així com la matèria que ha de traduir, i trobant que només uns pocs traductors ho feien, va voler abolir la traducció i els traductors conjuntament.
El primer europeu a assumir que només es pot traduir satisfactòriament quan es tradueix a la pròpia llengua va ser Martí Luter, traductor de la Bíblia a l'alemany. D'acord amb L.G. Kelly, des de Johann Gottfried Herder al segle xviii, ha estat axiomàtic que només funciona vers la pròpia llengua.
Sintetitzar les necessitats dels traductors és un fet que ni tan sols els diccionaris o tesaurus més complets no poden garantir com a guies completament adequades per traduir. Alexander Tytler, en el seu Assaig sobre els Principis de la Traducció de l'any 1790, dona especial importància a la idea que la lectura és una millor guia per la comprensió d'una llengua del que ho són els diccionaris. Prèviament, l'any 1783, Onufry Andrzej Kopczyński, membre de la Societat Polonesa de Llibres Escolàstics conegut com l'últim poeta Llatí, ja havia fet menció a la mateixa idea afegint-hi la idea que l'audició de llenguatge parlat també ajudaria a una major comprensió de la llengua a traduir.
El paper especial desenvolupat per la figura del traductor dins la societat va ser ben descrit l'any 1803, en l'assaig publicat pòstumament, per Ignacy Krascki (considerat el Jean de La Fontaine polonès), Cardenal de Polònia, poeta, llibretista, autor de la primera novel·la polonesa, i traductor del francès i del grec:
| « | La traducció... és de fet un art admirable i molt difícil i, per tant, no és una feina per ments comunes; ha de ser practicada per aquells que son capaços d'interpretar quan és més útil traduir textos d'altres que fer ús dels propis, i posar pel damunt de la pròpia gloria el servei donat al seu país. | » |

## Texts religiosos

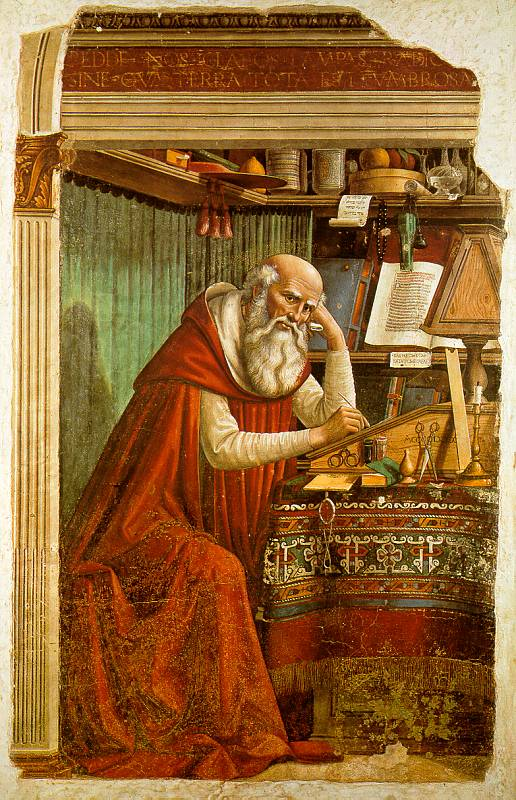
Sant Jeroni, patró dels traductors

La traducció de texts religiosos ha tingut un paper important dins la història. Els monjos budistes que van traduir els sutres indis al xinès sovint es desviaven en les seves traduccions per reflectir millor les grans diferències amb la cultura xinesa, posant especial èmfasi a nocions com la pietat filial.
Un famós contrasentit de la Bíblia és d'interpretació de la paraula hebrea keren, la qual té diversos significats, interpretada com a banya quan de fet es troba en un context on vol dir raig de llum. Com a resultat, durant segles els artistes han retratat Moisès amb banyes al front, com és el cas de la famosa escultura de Miquel Àngel. Alguns cristians antisemites han fet servir aquests retrats per difondre l'odi vers els jueus, assegurant que són dimonis amb banyes.
Un dels primers registres a occident va ser la traducció al segle iii aC de l'Antic Testament al grec. La traducció resultant es coneix com la Septuaginta, nom que fa referència als setanta traductors (setanta-dos segons algunes versions) designats per traduir la Bíblia a Alexandria. Cada traductor treballava en solitari en cel·les separades, i una llegenda diu que un cop acabades, les setanta versions eren idèntiques. La Septuaginta es va convertir en el text origen per posteriors traduccions a moltes llengües, en les quals es troben el llatí, el copte, l'armeni i el georgià.
Sant Jeroni, patró dels traductors, és encara avui en dia considerat un dels més grans traductors de la història a causa de la seva traducció de la Bíblia al llatí. L'Església Catòlica Romana, va fer servir durant segles la seva traducció (coneguda com la Vulgata), malgrat que inicialment va generar molta controvèrsia.
El període de la Reforma Protestant i el que la precedeix, va contemplar com la Bíblia era traduïda a nombroses llengües europees, un esdeveniment que va afectar enormement al cristianisme provocant la seva divisió en el catolicisme i el protestantisme a causa de les fortes discrepàncies respectes a passatges i paraules crucials entre la versió catòlica i la protestant.
La Bíblia de Martí Luter en alemany, la de Jakub Wujek en polonès, i la Bíblia del Rei Jaume en anglès van tenir un efecte permanent en les religions, cultures i llengües dels seus països.

## Traducció automàtica
La traducció automàtica és el procediment pel qual un programa d'ordinador analitza un text i proporciona un text traduït sense intervenció humana. De fet, malgrat tot, la traducció automàtica implica la intervenció humana en la manera de preeditar i posteditar. Una excepció de la regla podria ser, per exemple, la traducció d'especificacions tècniques, fent ús de sistemes basats en diccionaris electrònics (que tradueixen paraula a paraula).
Fins al moment, la traducció automàtica – de la qual l'objectiu més ambiciós és el processament de llenguatge natural parlat – ha obtingut un èxit relatiu.
La traducció automàtica ha arribat al gran públic per mitjà d'eines disponibles a Internet com Yahoo Babel Fish, Babylon i StarDict. Aquestes eines donen lloc a una traducció aproximada – una traducció rude que, amb sort, dona el sentit del text original.
Amb una terminologia apropiada, una preparació del text original per la traducció automàtica (preedició) i amb una revisió del resultat feta per un traductor professional humà (postedició), les eines comercials de traducció automàtica poden produir resultats útils, especialment si els sistemes de traducció automàtica estan integrats amb memòries de traducció o globalization management system (en català, sistemes de gestió universals).
Quan ens trobem amb texts (per exemple els informes meteorològics) amb una varietat limitada de vocabulari i estructures lingüístiques simples, la traducció automàtica pot proporcionar resultats que no requereixen excessiva intervenció humana per ser útils. També l'ús de llenguatge controlat, combinat amb eines de traducció automàtica, pot generar traduccions àmpliament comprensibles.
Basar-se exclusivament en traduccions automàtiques no editades representa ignorar el fet que la comunicació en llenguatge natural està embegut dins del context i que cal una persona per entendre el context del text original amb un grau raonable de versemblança. Per altra banda és realment cert que fins i tot les traduccions fetes únicament per persones, sense cap altra intervenció externa, són propenses a l'error. Per tant, per estar segurs que una traducció automàtica serà útil a l'ésser humà i que s'ha assolit una qualitat publicable, les traduccions han de ser revisades i editades per persones.

## CAT / TAO
CAT són les sigles de Computer-Assisted Translation, en català, Traducció Assistida per Ordinador. També coneguda amb els noms de computer-aided translation(traducció amb ajuda d'ordinadors), machine-aided human translation (MAHT) (traducció humana amb ajuda de màquines) i interactive translation (traducció interactiva). És el mètode de traducció amb el qual els traductors humans tradueixen un text amb l'ajut d'un programa d'ordinador. En altres paraules: La màquina dona suport al traductor humà.
La traducció assistida per ordinador pot incloure diccionaris estàndards i programari de gramàtica. El terme, això no obstant, es refereix normalment a intervals de programari especialitzat disponible pel traductor, que inclouen memòries de traducció, terminologia, concordança i programari d'alineació.
Gràcies a Internet, el programari de traducció pot ajudar a entendre pàgines web en altres llengües a persones de les quals no n'és la llengua materna. Les eines de traducció de pàgines senceres són de limitada utilitat; de fet, com que ofereixen només una comprensió potencialment limitada de la idea del context de l'autor original, les pàgines traduïdes tendeixen a ser més divertides i confuses que aclaridores.
Les traduccions interactives amb finestres desplegables s'estan convertint en més populars. Aquestes eines mostres diverses possibles traduccions de cada paraula o frase. Els traductors humans simplement han de triar la traducció correcta lliscant el ratolí per sobre del text a traduir. Algunes definicions es troben agrupades per pronunciació.